# Ильино (Елецкое сельское поселение)
Ильино — деревня в Селижаровском муниципальном округе Тверской области.

## География
Находится в западной части Тверской области на расстоянии приблизительно 25 км на юго-восток по прямой от административного центра округа поселка Селижарово.

## История
Деревня была показана ещё на карте 1825 года. В 1859 году здесь (деревня Ржевского уезда Тверской губернии) было учтено 30 дворов, в 1939 — 60. До 2017 года входила в состав Елецкого сельского поселения, с 2017 по 2020 год в составе Большекошинского сельского поселения Селижаровского района до их упразднения.

## Население
Численность населения: 230 человек (1859 год), 22 (русские 100 %) в 2002 году, 12 в 2010.